# Замок Рагнит
Орденский замок крепости Рагнит — орденская крепость в городе Немане, Калининградская область.

## История

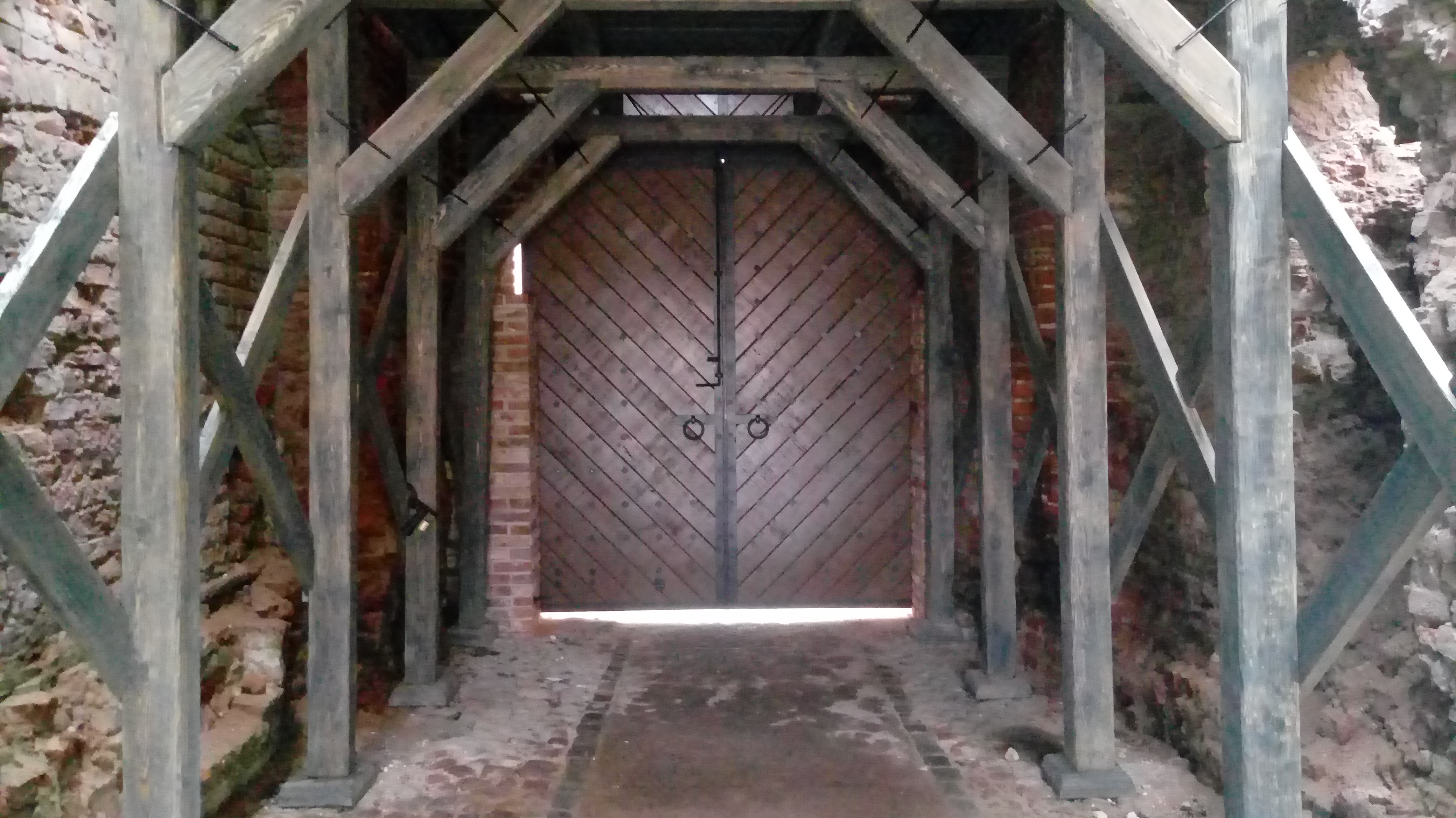
Воротный коридор цитадели замка Рагнит 2020

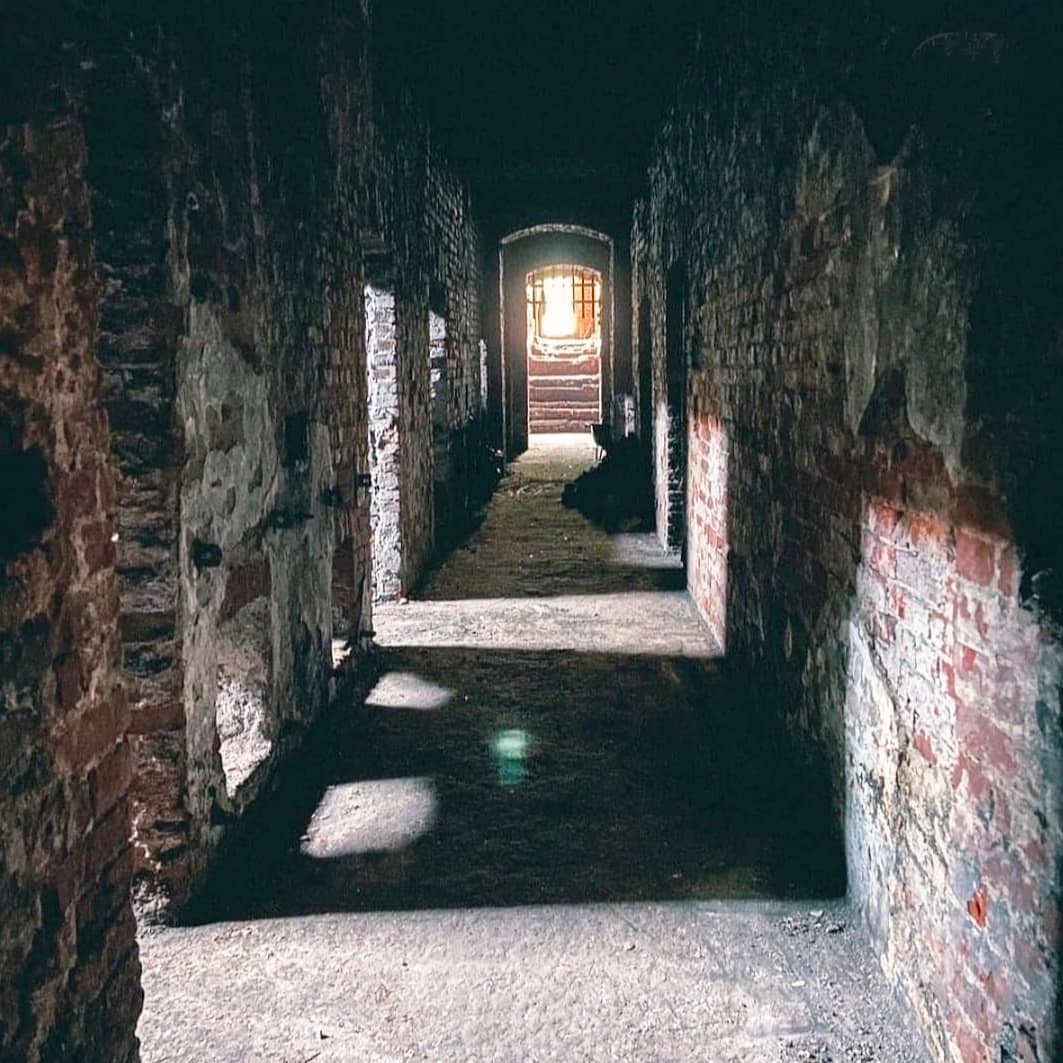
Подвалы замка Рагнит 2021 год

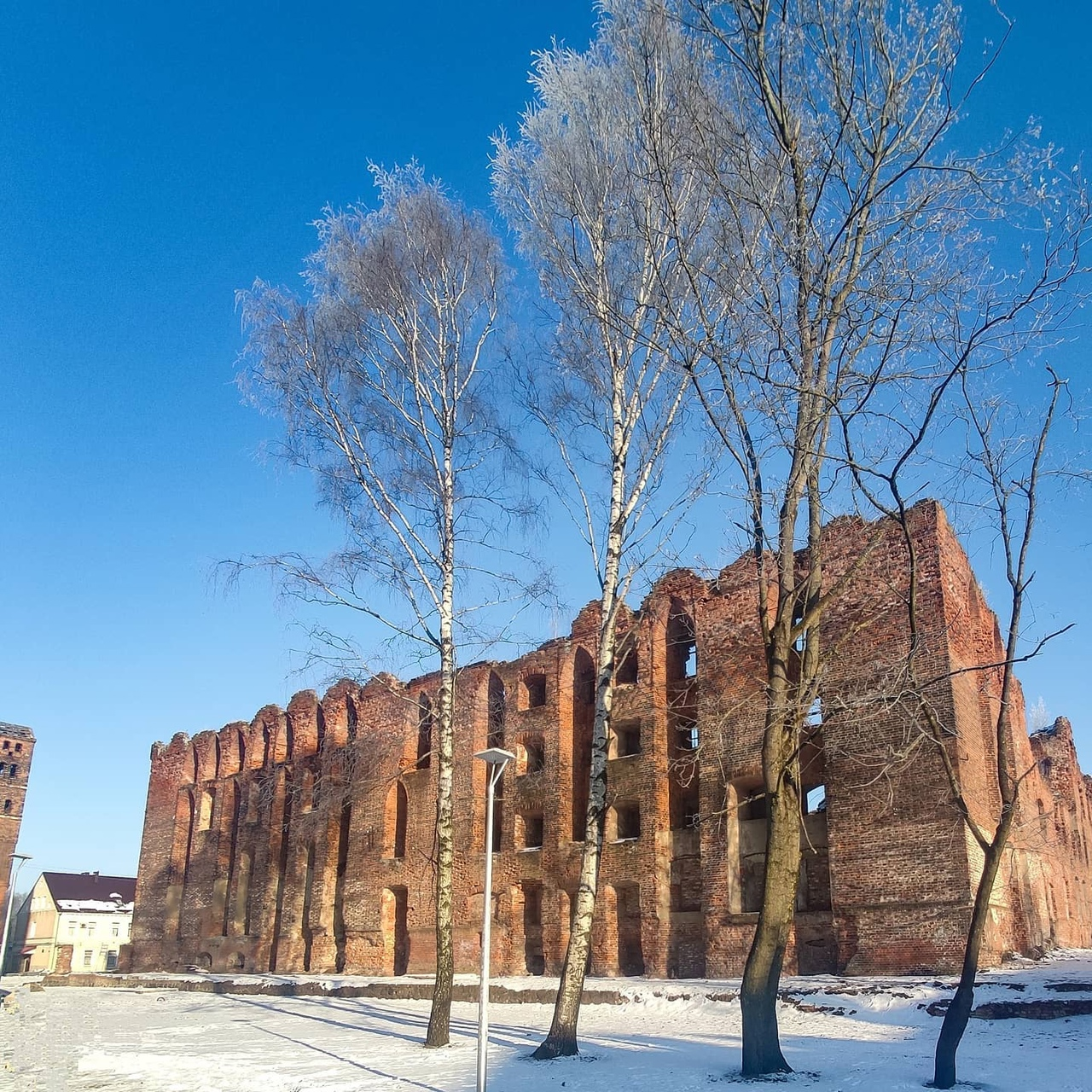
Замок Рагнит в 2021 году

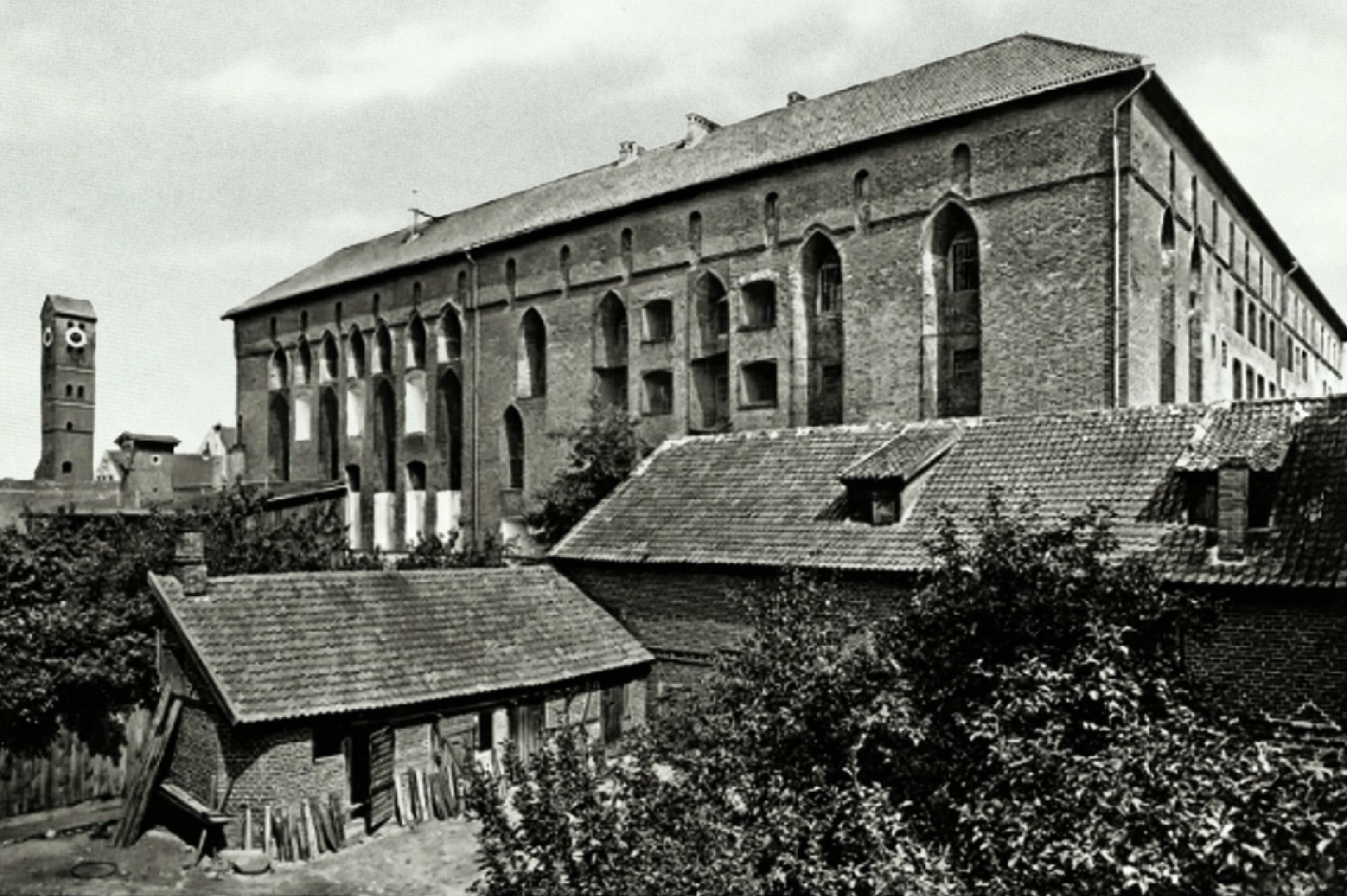
Замок Рагнит в 1912 году

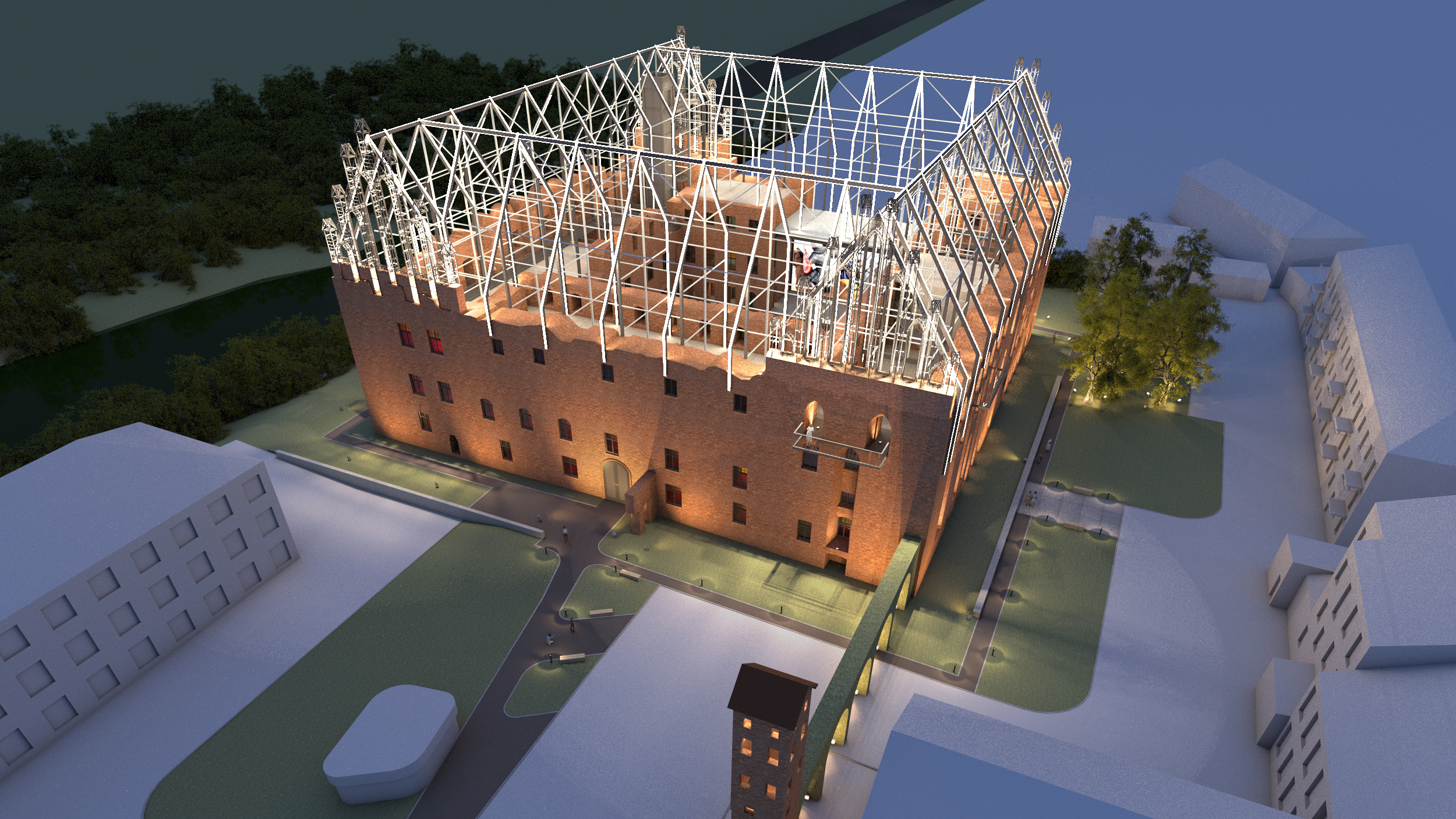
Визуализация проекта: «Приспособление под современное использование объекта культурного наследия регионального значения «Руины замка «Рагнит»». Планируемые сроки реализации: осень 2025 года.

В 1277 году деревянная крепость Раганита, принадлежащая скальвам, была сожжена Тевтонцами. Спустя некоторое время сюда, с целью расширения зоны влияния христианства, на место бывшей крепости прибывает ландмейстер Майнхард фон Кверфурт и в 1289 основывает крепость, которая сначала называлась Ландесхут. В 1326 году ей возвращают старое название, на немецкий лад — Рагнит. Крепость была хорошо укреплена, благодаря чему в 1295 году удалось отразить нападения литовцев, а в 1338 и вовсе нанести им сокрушительный удар.
В 1356 году крепость была отстроена заново Винрихом фон Книпродем и на этот раз вокруг неё был вырыт ров. Однако это не помешало войскам ВКЛ в 1365 году вновь сжечь крепость. Тогда за дело принялся Конрад Цоельнер фон Роттенштайн и отстроил крепость на свой лад, перенеся её при этом на то место, где она находится сейчас.
С 1397 года началось строительство каменной крепости в новом стиле и на века. И в 1409 году строительство было завершено. Были красивые и ажурные ворота, окна, порталы, флигеля. Крепость имела почти квадратную форму — 59 на 58 м, а внутренний двор — 31 на 31 м. В основание фундамента были заложены массивные гранитные плиты. Они находятся на глубине 5 м. В четырёх этажах имелось 11 больших залов и множество мелких подсобных помещений. В течение столетий надземные и подвальные помещения многократно переделывались и перестраивались. Были секретные подземные туннели. Составной частью замка стала часовая башня высотой 25 метров.
В 1825 году крепость была перестроена и в ней расположилась Восточно-Прусская тюрьма, находившаяся в ней вплоть до 1945 года. Однако, в 1829 году в ней случился пожар и крепость была сильно повреждена. Полностью отремонтировать удалось её только к 1840 году.
С 1839 году в крепости размещались городской и районный суд, с 1849 — военный трибунал, а с 1879 в крепость вновь вернулся суд.
С приходом гитлеровцев к власти с 1933 года эта крепость-тюрьма стала особенно востребована. Тут провели свои последние годы многие узники-антифашисты.
После Второй мировой войны крепость получила значительные повреждения и была частично заброшена. Степень разрушения крепости на момент 1957 года запечатлена в фотоархивах «Института архитектуры и строительства Каунасского технологического университета»,а также «Государственном архиве Калининградской области».
Эту крепость иногда ошибочно называют замком, хотя это всегда был Бург (Burg, крепость), то есть военно-гражданское сооружение, окруженное стенами. А Шлосс (Schloss, замок) — это здание для богатых монархов, выполняющее только гражданские функции.
На руинах крепости Рагнит специалисты «Ленфильма» под руководством режиссёра Алексея Германа во время съёмок кинофильма «Двадцать дней без войны» в 1976 году произвели подрыв одной из внутренних стен длиной 30, высотой 10 метров и толщиной до 2 метров. В момент взрыва район был оцеплен военнослужащими местного гарнизона.
На следующий год в Немане, на руинах крепости снимали кинофильм «Солдат и слон» (СССР, Арменфильм, 1977, режиссёр Дмитрий Кесаянц, в главной роли — Фрунзик Мкртчян).
В 1992 году Обществом дружбы «Неман-Плён» был проведен ремонт часовой башни крепости. Сделана лестница, восстановлена кровля и установлены решетки на окна.
В 1995 году на территории крепости снимался фильм А. Малюкова «Я — русский солдат». Повторяя печальную традицию, во внутреннем дворе замка (представшим в данном случае Брестской крепостью) производились взрывы.
В ноябре 2010 года депутаты Калининградской думы передали руины Рагнитского замка (вместе с земельным участком) РПЦ МП.
В 2019 году замок взял в аренду калининградец Иван Николаевич Артюх. С этого времени силами бизнесмена, при поддержке волонтёров и администрации Неманского городского округа, в замке проводится комплекс работ направленных на его сохранение и повышение туристической привлекательности.
С 2021 года на территории объекта культурного наследия регионального значения «Руины замка «Рагнит» в три этапа проводились работы в рамках выполнения противоаварийных и консервационных мероприятий.
С 2022 года на территории замка Рагнит начались работы в рамках проекта: «Приспособление под современное использование объекта культурного наследия регионального значения «Руины замка «Рагнит»»:
"Специалисты восстановят аварийные участки стен, отремонтируют и усилят кирпичную кладку, воссоздадут арочные своды, установят окна и двери. В здании откроются залы для выставок и конференций, музейное пространство, кафе и торговые точки. Во внутреннем дворе на уровне второго этажа появится деревянная галерея, а выше разместят смотровые площадки. Часть взорванной стены на восточной стороне Рагнита отстроят заново. Там же смонтируют большой мультимедийный экран со сценой. Это позволит проводить во внутреннем дворе реконструкции, фестивали и другие мероприятия. Над флигелями обустроят фальшкровлю (имитацию первоначальной, стропильной системы замка в готическом исполнении) и щипцы с пинаклями из металлоконструкций." 

### Рыцарские доспехи Рагнитского замка
Немецкий учёный доктор Герхард Шеррайк долгие годы хранил найденные ещё до войны рыцарские доспехи Рагнитского замка.
3 июня 2001 года в немецком городе Фаллингбостель, во время проведения общегерманского конгресса общества «Тильзит-Рагнит», Герхард Шеррайк торжественно вручил главе Неманского района Сергею Леденеву эти рыцарские доспехи. В речах и дарственной грамоте было сказано, что переданы они в дар краеведческому музею Неманского района (находится в пос. Ульяново).
В 2007 году поставлен[что?][кто?] на официальный учёт в качестве объекта культурного наследия регионального значения.